# Nawamidanda
Nawamidanda (nep. नवमीडाँडा) – gaun wikas samiti we wschodniej części Nepalu w strefie Meći w dystrykcie Panchthar. Według nepalskiego spisu powszechnego z 2001 roku liczył on 797 gospodarstw domowych i 4345 mieszkańców (2255 kobiet i 2090 mężczyzn).